# Elephantomyia (Elephantomyia) filiform
Elephantomyia (Elephantomyia) filiform is een tweevleugelige uit de familie steltmuggen (Limoniidae). De soort komt voor in het Australaziatisch gebied.